# Calibrachoa serrulata
Calibrachoa serrulata ist eine Pflanzenart aus der Gattung Calibrachoa in der Familie der Nachtschattengewächse (Solanaceae).

## Beschreibung
Calibrachoa serrulata ist ein kleiner, verzweigter Halbstrauch. Die Zweige sind aufrecht bis aufsteigend, die Spitzen sind dicht beblättert. Die Laubblätter sind fest, unbehaart, linealisch, an der Basis spitz zulaufend, 22 mm lang und 2 mm breit. Der Blattrand ist eingerollt und mit feinen, dreieckigen Zähnen besetzt, die Spitzen sind mit weißlichen Haaren leicht bewehrt.
Die Blüten stehen an feinen Blütenstielen, die 10 bis 20 mm lang werden und unbehaart sind. Der Kelch ist bis über die Mitte geteilt, gefurcht und spärlich fein behaart oder unbehaart. Die Kelchröhre ist schmal umgekehrt konisch und 4 mm lang, die Kelchzipfel sind linealisch, zugespitzt und leicht ungleichförmig. Zur Blütezeit sind sie etwa 10 mm lang und fein gesägt. Die Krone ist rot bis rot-purpurn und außen fein behaart. Die Kronröhre ist von der Basis an auf etwa 7 mm zylindrisch geformt, die folgenden 12 mm sind glockenförmig. Die Kronlappen sind nahezu abgeschnitten und 8 mm lang. Die Staubblätter stehen tief in der Kronröhre. Die Narbe ist kugelförmig.

## Verbreitung
Die Art kommt in Brasilien im Bundesstaat Santa Catarina vor.

## Botanische Geschichte
Calibrachoa serrulata wurde 1964 von Lyman Bradford Smith und Robert Jack Downs als Petunia serrulata erstbeschrieben. Das Typusexemplar wurde am 23. Oktober 1958 von R. Reitz und R. M. Klein unter der Sammelnummer 7446 in Sao Joaquim (Brasilien) gesammelt. Der Typusbeleg befindet sich im USA National Herbarium des Smithsonian Institute. Durch die Aufteilung der Gattung Petunia und die Konservierung des Namens wurde 1997 von João Renato Stehmann und João Semir der dadurch notwendige, neue Name Calibrachoa serrulata vergeben.